# Маркгрофовија Баден
Маркгрофовија Баден била је историјска територија Светог римског царства. Тај назив је носила од 1112. године па све до поделе 1535. године на маркгрофовију Баден-Дурлах и маркгрофовију Баден-Баден. Два дела су се поново ујединила 1771. године под маркгрофом Карлом Фридрихом, да би 1806. постала Велико војводство Баден.

## Историја

### Оснивање
Оснивач династије Маркгровофије Баден био је Херман I (1052-1074), старији син војводе Бертолда од Корушке (1024-1078). Његов син гроф Херман II, прво се назвао маркгофом од Лимбурга, а затим 1112. године маркгрофом од Бадена.

### Подела на две територије 1535.
Насљеђивањем Баден је, 1535. године, подијељен на територије Маркгрофовија Баден-Дурлах и Маркгрофовија Баден-Баден.

### Поновно уједињење 1771.[1]
Маркгроф Карл Фридрих од Баден-Дурлах наслиједио је 1771. године и католичку линију Баден-Баден и укључио је у своју владавину. Као противник Наполеона, напорима руског цара Александра I, Карл Фридрих припаја Констанц, делове Рајнског палатината и неколико мањих округа, чиме стиче достојанство принца-изборника Баден (1803), а 1806 постаје велики војвода Бадена.

### Списак маркгрофова Бадена
- Херман I, оснивач династије
- Херман II (1112—1130), први се назваомаркгрофом Бадена
- Херман III (1130—1160)
- Херман IV (1160—1190)
- Херман V (1190—1243)
- Херман VI (1243—1250)
- Фридрих I (1250—1268)
- Рудолф I (1243—1288), значајно увећава тетиторију и утицај маркгрофовије
- Херман VII (1288—1291), син Рудолфа I
- Рудолф II (1288—1295), други син Рудолфа I и старији брат Рудолфа III
- Хесо (1288—1297)
- Рудолф III (1288—1332), млађи син Рудолфа I и брат Хермана VII и Рудолфа II
- Фридрих II (1291—1333), син Хермана VII
- Рудолф IV (1291—1348), син Хермана VII
- Херман VIII (1291—1300)
- Рудолф Хесо (1297—1335)
- Херман IX (1333—1353), син Фридриха II
- Фридрих III (1348—1353), син Рудолфа IV, брат Рудолфа V
- Рудолф V (1348—1361)
- Рудолф VI (1353—1372), син Фридриха III. За време његове владавине маркгрофови Бадена су признати као царски кнезови.
- Рудолф VII (1372—1391), син Рудолфа VI и брат Бернарда I
- Бернард I (1372—1431), син Рудолфа VI и брат Рудолфа VII. 1415 године откупио маркгрофовију Баден-Хахберг од Ото-а II.
- Јакоб I (1431—1453), старији син Бернарда I
- Георг (1453—1454), четврти син Јакоба I; уступио трон свом старијем брату Карлу I, како би постао бискуп Меца.
- Бернард II (1453—1458), одрекао се права на престо у користи брата Карла I; у католичкој цркви се поштује као блажени.
- Карл I (1453—1475), старији син Јакоба I.
- Кристоф I (1475—1515), син Карла I. 1503 године наследио маркгрофовију Хахберг-Заузенберг. Градитељ Новог замка у Бадену.
- Георг Фридрих (1573-1638), маркгроф Баден-Дурлаха, протестантски војсковођа у првој фази тридесетогодишњег рата.
- Карл Фридрих (1771—1803), маркгроф Баден-Дурлаха, наследио Баден-Баден и обновио маркгрофовију Баден; принц-изборник Бадена (1803—1806), велики војвода Бадена од 1806 године.